# Амелі Лінц
Амелі Лінц (нім. Amélie Linz, до шлюбу Шпаєр (нім. Amélie Speyer); 22 травня 1824 — 24 квітня 1904) — німецька письменниця, яка публікувала художні твори під псевдонімом Амалія Годін (нім. Amélie Godin).

## Біографія
Амелі Лінц народилася 22 травня 1824 року в містечку Бамберзі у родині Клари, до шлюбу фон Годіна, і доктора Фрідріха Шпаєра.
У 1844 році Амелі Шпаєр вступила в шлюб з офіцером прусської армії, військовим інженером Францом Ксав'єром Лінцом, з яким жила поперемінно в різних гарнізонних містечках Рейнської провінції в Померанії, слідуючи за ним, куди б його не направили. У 1970 році Амелі Лінц овдовіла.
Після смерті чоловіка вона переїхала жити в столицю Баварії, Мюнхен, де зробила перші спроби на літературному терені. В основному проза Амелі Лінц була орієнтована на дітей та юнацтво, однак, крім цього, вона опублікувала і ряд творів для дорослих, серед яких найбільш відомі наступні: «Eine Katastrophe und ihre Folgen», «Histor. Novellen», «Wally», «Auch aus grosser Zeit» (вірші), «Frauenliebe und Leben», «Sturm und Frieden», «Mutter und Sohn», «Gräfin Leonore», «Schicksale», «Freudvoll und leidvoll», «Fahr wohl», «Gedichte».
Свої твори письменниця публікувала під псевдонімом «Амелі Годін»,  використовуючи дошлюбне прізвище матері.
Амелі Лінц померла 24 квітня 1904 року в місті Мюнхені.